# C. Peter Wagner
Charles Peter Wagner (ur. 15 sierpnia 1930 w Nowym Jorku, zm. 21 października 2016 w Colorado Springs) – amerykański duchowny ewangelikalny, misjonarz w Boliwii, misjolog, eklezjolog, wykładowca w Seminarium Teologicznym Fullera, przewodniczący Global Harvest Ministries, autor książek na temat rozwoju Kościoła i walki duchowej.

## Życiorys
Charles Peter Wagner (używał drugiego imienia i podpisywał się C. Peter Wagner) urodził się 15 sierpnia 1930 roku w Nowym Jorku. W 1950 roku ożenił się z Doris Mueller, z którą miał troje dzieci i do końca życia wspólnie pełnił posługę duchowną. Studiował wpierw na Uniwersytecie Rutgersa, gdzie uzyskał licencjat w dziedzinie badań rolniczych w 1952 roku. Po duchowym przełomie w swoim życiu wstąpił na Seminarium Teologiczne Fullera w Pasadenie (Kalifornia), gdzie otrzymał tytuł magistra teologii w 1955 roku. Później uzyskał doktorat teologii na Seminarium Teologicznym w Princeton i stopień doktora (PhD) w dziedzinie antropologii na Uniwersytecie Południowej Kalifornii.
W 1955 roku został ordynowany w Konferencji Konserwatywnych Kongregacjonalnych Chrześcijan (ang. Conservative Congregational Christian Conference), po czym wyjechał wraz z żoną jako misjonarz do Boliwii, gdzie spędził 16 lat, służąc w ramach Towarzystwa Misji Południowamerykańskich i Andyjskiej Misji Ewangelicznej. Wrócił do Seminarium Fullera w 1971 roku, gdzie kontynuował studia pod kierunkiem misjologa Donalda A. McGavrana. W latach 1971-1979 był wiceprezesem Instytutu Ewangelizacji i Wzrostu Kościoła Charlesa E. Fullera, a do 1999 roku wykładowcą w Szkole Misji Światowej. Do przejścia na emeryturę w 2001 roku kierował Katedrą Wzrostu Kościoła w Seminarium Teologicznym Fullera.
W 1974 roku został członkiem założycielem Komitetu Lozańskiego dla Ewangelizacji Świata i pracował siedem lat w jego Komitecie Wykonawczym. W 1985 roku został prezesem-założycielem Północnoamerykańskiego Stowarzyszenia dla Wzrostu Kościoła. Był dyrektorem i koordynatorem Ścieżki Mobilizacji Zjednoczonej Modlitwy Ruchu AD 2000, która angażowała się znacząco w modlitwę o ewangelizację krajów niechrześcijańskich „Okna 10/40”. W latach 1998–2011 był kanclerzem założonego przez siebie Instytutu Przywództwa Wagnera, a od 1993 roku przewodniczącym Służb Globalnego Żniwa (ang. Global Harvest Ministries), organizacji międzywyznaniowej, wspierającej ewangelizację wszystkich narodów. W 2011 roku włączona została ona do podobnej organizacji Global Spheres, której wiceprzewodniczącym był do śmierci, 21 października 2016 roku w Colorado Springs.

## Nauczanie
C. Peter Wagner był głównym współautorem kilku praktyk we współczesnym chrześcijaństwie oraz określających je pojęć, takich jak: strategiczna walka duchowa, duchy terytorialne, mapa duchowa, trzecia fala charyzmatyczna, nowa reformacja apostolska.
Charakterystycznym fundamentem jego nauczania było oparcie rozwoju Kościoła i jego misji chrystianizacyjnej na kilku warunkach:
- konkretna, stała, zorganizowana, żarliwa modlitwa za przywódców chrześcijańskich, duchownych, pastorów, misjonarzy, ewangelistów;
- odnowienie w Kościele pięciu posług wymienionych w Liście do Efezjan 4, 11, ze szczególnym uwzględnieniem apostołów, czyli zakładających, wspierających i koordynujących poszczególne wspólnoty;
- dokładne badanie historii i specyfiki duchowej ewangelizowanego miasta, czy regionu oraz prowadzenie walki duchowej z demonami wywierającymi wpływ na jego mieszkańców[3].

## Publikacje
C. Peter Wagner jest autorem 70 książek, głównie na temat misji, metod rozwijania Kościoła jako całości i kościołów lokalnych, modlitwy i walki duchowej. W Polsce ukazało się pięć z nich, w tym cztery z serii „Wojownik modlitwy”:
- Tarcza modlitwy. Jak wstawiać się za pastorami, chrześcijańskimi przywódcami i ludźmi na pierwszej linii duchowego frontu, tłum. Piotr Olichwer, Kościół Chrześcijański „Miecz Ducha”, Kalisz 2000.
- Modlitwa wojny duchowej. Jak szukać Bożej mocy i ochrony w bitwie o budowanie Jego Królestwa, tłum. Sylwia Budzińska, Kościół Chrześcijański „Miecz Ducha”, Kalisz 2001.
- Burzenie warowni w mieście. Jak używać mapy duchowej, aby modlitwy były bardziej strategiczne, efektywne i nakierowane na cel, tłum. Zespół, Kościół Chrześcijański „Miecz Ducha”, Kalisz 2001.
- Kościoły, które się modlą. W jaki sposób modlitwa może ożywić lokalny kościół i zburzyć mury pomiędzy nim a miastem, tłum. Katarzyna Płóciennik, Kościół Chrześcijański „Miecz Ducha”, Kalisz 2002.
- Trzęsienie ziemi w Kościele. Wpływ Reformacji Nowoapostolskiej na kształt współczesnego Kościoła, tłum. Marek Piszczek, Chrześcijański Kościół Reformacyjny, Warszawa 2003.